# Seznam skladatelů vážné hudby, Z
Seznam skladatelů vážné hudby podle abecedy:
A – B –
C – Č –
D – E – 
F – G –
H – Ch –
I – J –
K – L –
M – N –
O – P –
Q – R –
Ř – S –
Š – T –
U – V –
W – X –
Y – Z –
Ž

## Za
- Albert Heinrich Zabel (1834–1910)
- Jeno Zádor (1894–1977)
- Mario Zafred (1922–1987)
- Henri Zagwijn (1878–1954)
- Noel Zahler (1951)
- Markus Zahnhausen (1965)
- Zdeněk Zahradník (1936)
- Jan Zach (1699–1773)
- Friedrich Wilhelm Zachow (1663–1712)
- Judith Lang Zaimont (1945)
- Ivan Zajc (1832–1914)
- Jeroným Zajíček (1926–2007)
- Joaquim Zamacois (1894–1976)
- Alfred Zamara (1863–1940)
- Antonio Zamara (1829–1901)
- Giovanni Zamboni (1674–1718)
- Evžen Zámečník (1939)
- Gheorghe Zamfir (1941)
- Gioseffo Zamponi (1610–1662)
- Rudolf Zamrzla (1869–1930)
- Johann David Zander (1753–1796)
- Riccardo Zandonai (1883–1944)
- Amilcare Zanella (1873–1949)
- Francesco Zanetti (1737–1788)
- Gasparo Zanetti (?–1645)
- Nikolaus Zangius (1570–1618)
- Luigi Zaninelli (1932)
- Giovanni Zanotti (1738–1817)
- Frank Zappa (1940–1993)
- Eliodoro Ortiz de Zarate (1865–1953)
- Juliusz Zarebski (1854–1885)
- Narine Zarifian (1958)
- Margers Zarins (1910–1994)
- Gioseffo Zarlino (1517–1590)
- Aleksander Zarzycki (1834–1895)
- Jan Zástěra (1984)
- Josef Klement Zástěra (1886–1966)
- Mistr Záviš (~1350–po r. 1411)
- Josef Rudolf Zavrtal (1819–1893)
- Ladislav Zavrtal (1849–1942)
- Václav Hugo Zavrtal (1821–1899)

## Zb–Ze
- Julien Zbinden (Francois–1917)
- Jan Zborovský (1915–?)
- Gregory Zduniak (1950)
- Camille Zeckwer (1875–1924)
- David Zehavi (1910–1977)
- Frederick Zech (1858–1926)
- Ruth Zechlin (1926)
- Johann Georg Zechner (1716–1778)
- Boris Zeidman (1908–1981)
- Mordechai Zeira (1905–1968)
- Eric Zeisl (1905)
- István Zelenka (1936)
- Jan Dismas Zelenka (1679–1745)
- Wladyslaw Zelenski (1837–1921)
- Jan Evangelista Zelinka  (1893–1969)
- Jan Evangelista Zelinka starší (1856–1935)
- Ilja Zeljenka (1932–2007)
- Ferdinand Zellbell mladší (1719–1780)
- Ferdinand Zellbell starší (1689–1765)
- Carl Zeller (1842–1898)
- Carl Friedrich Zelter (1758–1832)
- Pavel Zemek (Novák) (1957)
- Alexander von Zemlinsky (1871–1942)
- Imants Zemzaris (1951)
- Hans Zender (1936)
- Max Zenger (1837–1911)
- Bogumil Zepler (1858–1918)
- Jakob Zeugher (1803–1865)

## Zi
- Marc' Antonio Ziani (1653–1715)
- Pietro Andrea Ziani (1616–1684)
- Matthias Ziegler (1955)
- Carl Michael Ziehrer (1843–1922)
- Carl Michael Ziehrer (1843–1922)
- Grete von Zieritz (1899–2001)
- Marilyn Ziffrin (1926)
- Jaroslav Zich (1912–2001)
- Otakar Zich (1879–1934)
- Géza Zichy (1849–1924)
- Richard Zika (1897–1947)
- Hermann Zilker (1881–1948)
- Winfried Zillig (1905–1963)
- Efrem Zimbalist (1890–1985)
- Ján Zimmer (1926–1993)
- Pierre-Joseph-Guillaume Zimmerman (1785–1853)
- Walter Zimmerman (1949)
- Anton Zimmermann (1741–1781)
- Bernd Alois Zimmermann (1918–1970)
- Udo Zimmermann (1943)
- Hardenack Otto Conrad Zinck (1746–1832)
- Niccolo Antonio Zingarelli (1752–1837)
- Rudolf Ewald Zingel (1876–1944)
- Giovanni Battista Zingoni (?1718–?1811)
- Jean Antoine Zinnen (1827–1898)
- Eric Ziolek (1951)
- Domenico Zipoli (1688–1726)
- Evan Ziporyn (1959)
- Stephan Zirler (1518–1568)
- Alexandru Zirra (1883–1946)
- Otakar Zítek (1892–1955)
- Michail Pavlovič Ziv (1921–1994)

## Zo
- Carl Zoeller (1840–1889)
- Carl Friedrich Zöllner (1800–1860)
- Heinrich Zöllner (1854–1941)
- Vasilij Andrejevič Zolotarjev (1872–1964)
- Giovanni Battista Zonca (1728–1809)
- Giuseppe Zonca (1715–1772)
- Hermann Zopff (1826–1883)
- Francesco Zoppis (1715–1781)
- Leonidas Zoras (1905–1987)
- Wolfgang Zoubek (1945–2007)
- Vít Zouhar (1966)
- Zdeněk Zouhar (1927)

## Zr–Zy
- Felix Zrno (1890–1981)
- Valenti Zubiaurre (1837–1914)
- Mana Zucca (1885–1981)
- Giovanni Bernardo Zucchinetti (1730–1801)
- Guglielmo Zuelli (1859–1941)
- Manuel de Zumaya (1678–1756)
- Hermann Zumpe (1850–1903)
- Johann Rudolf Zumsteeg (1760–1802)
- Jakob Zupan (1734–1810)
- Josef Leopold Zvonař (1824–1865)
- Ellen Taaffe Zwilich (1939)
- Alberich Zwyssig (1808–1854)
- Otto M. Zykan (1935)
- Samuel Zyman (1956)